# A Ghost Story
 (mars 2024).
- Si vous ne connaissez pas le sujet, laissez ce bandeau (vous pouvez alors contacter les auteurs).
- Si vous supprimez le contenu mis en cause (vous pouvez préalablement contacter les auteurs),

argumentez précisément cette suppression dans la page de discussion
(un manque de référence n'est pas un argument ; une recherche réelle de référence doit avoir été effectuée, être formellement documentée).
Pour plus de détails, voir Fiche technique et Distribution.
A Ghost Story , également intitulé Une histoire de fantôme, est un film dramatique écrit et réalisé par David Lowery et sorti en 2017.
Avec une extrême économie de moyens et une attention portée aux gestes et aux attitudes révélateurs de l'intériorité des personnages, David Lowery nous conte l'histoire d'une hantise. Un jeune musicien décède dans un accident de voiture juste devant chez lui. Mais au lieu que son esprit gagne le paradis, il revient dans sa maison, forme muette et invisible aux vivants, drapée d'un linceul blanc, pour revoir sa femme. Il hante désormais le lieu de sa maison, errant dans le futur mais aussi  le passé. Les fondus au noir rendent compte des changements d'époque ou de moment.
Il est sélectionné au Festival du cinéma américain de Deauville 2017 où il remporte le Prix du jury (ex aequo avec Brooklyn Yiddish), le Prix de la critique internationale et le Prix Kiehl's de la Révélation.

## Synopsis
- Si vous ne connaissez pas le sujet, laissez ce bandeau (vous pouvez alors contacter les auteurs).
- Si vous supprimez le contenu mis en cause (vous pouvez préalablement contacter les auteurs),

argumentez précisément cette suppression dans la page de discussion
(un manque de référence n'est pas un argument ; une recherche réelle de référence doit avoir été effectuée, être formellement documentée).
Le film s'ouvre sur une scène intime : un jeune couple allongé sur un divan, la jeune femme déclarant en riant : "Je suis morte de trouille" et le mari la rassurant : il ne faut pas avoir la trouille.
S'inscrit alors sur fond noir la citation suivante :

« Quelle que fut l'heure à laquelle on s'éveillait, on entendait une porte se fermer. »

— Virginia Woolf, Une maison hantée.
Puis la voix de la jeune femme résonne, expliquant qu'étant petite, elle déménageait tout le temps, alors elle écrivait des messages et les pliait en tout petit et les cachait à différents endroits. Comme ça, si elle voulait revenir, une partie d'elle l'attendrait dans le lieu abandonné. Mais elle n'y est jamais retournée, ce n'était pas nécessaire. Elle écrivait des choses sans importance, des comptines, des poèmes liés à ce qu'elle avait aimé dans ces lieux, qu'elle quittait "parce qu'elle n'avait pas le choix".
L'homme est musicien (Casey Affleck) Il vit avec sa femme (Rooney Mara) dans une petite maison dans la campagne environnant quelque ville du Texas. Le couple est très amoureux . Il envisage de quitter cette maison où se trouve néanmoins un piano auquel l'homme semble fort attaché et la jeune femme prépare le déménagement.
Ils entendent occasionnellement d'étranges bruits dans la maison ; une nuit, ils entendent même un bruit sonore fort inquiétant dans leur salon. Cela venait du piano qui leur a été loué avec la maison, mais ils ne parviennent pas à en comprendre la cause.
Le lendemain matin, le mari est tué dans un accident de voiture devant leur maison. À l'hôpital, sa femme vient voir son corps. Elle demande à rester seule avec lui mais elle ne peut faire plus que caresser un instant ses cheveux et le recouvrir du drap avant de s'en aller. Au bout d'un temps, le drap remue, la silhouette de l'homme se dresse. C'est son fantôme  qui se met à errer dans les couloirs de l'hôpital. Désormais privé de sa forme humaine, il n'est plus qu'une ombre drapée d'un linceul avec deux trous obscurs en guise d'yeux. Il se découvre invisible pour les vivants. Allant vers la sortie (panneau Exit), il voit une porte lumineuse s'ouvrir devant lui à travers un mur, mais il la laisse se refermer sans s'y engager. Au lieu de cela, il sort de l'hôpital et marche à travers la campagne jusqu'à sa maison où il trouve sa femme dévastée par le deuil. La description psychologique de celui-ci passe par le jeu de l'actrice et des actions simples révélatrices du désarroi : notamment un long plan séquence où la jeune femme incarnée par Rooney Mara comble le vide qui l'angoisse en dévorant, assise à même le sol, une tarte-maison apportée par une certaine Linda, avant de le vomir. Commence une longue solitude. Le fantôme se découvre le pouvoir d'allumer et de faire grésiller les lampes. À travers la fenêtre, il aperçoit bientôt dans la maison voisine une autre silhouette recouverte d'un drap, un drap avec de pâles petites fleurs évoquant une vieille dame. Ils se font discrètement signe, échangent peu et par la pensée. Ce fantôme amnésique lui dit qu'il attend quelqu'un, mais ne sait pas qui.
Le temps s'écoule, marqué par les allées et venues quotidiennes de sa femme. Un soir, elle revient à la maison d'une soirée avec un homme visiblement amoureux d'elle, qu'elle embrasse mais n'invite pas à rentrer. Le fantôme, très atteint, manifeste assez d'énergie pour faire vasciller l'éclairage électrique et tomber des livres de la bibliothèque. La jeune femme les découvre au matin. L'un d'eux est ouvert sur un texte qui évoque singulièrement leur situation et présente comme un "trésor" la maison  "qu'il a quittée, laissant sa femme seule". En même temps, la femme réécoute une chanson que son mari avait composée et se  revoit avec lui, l'entendant au casque pour la première fois. Le ton en est d'une extrême tristesse, elle parle de solitude, et d'abandon réciproque. Emouvante scène où la main de la jeune femme, allongée au sol, touche presque le linceul de son mari fantôme. Le lendemain, elle se décide finalement à déménager. Lui, irrévocablement attaché au lieu, reste et la regarde s'en aller définitivement, libérée. Mais avant de partir, elle a rédigé  et caché dans une fissure une petite note manuscrite. Le fantôme l'a vu faire, mais il est incapable d'atteindre matériellement le feuillet. Longtemps, il tentera en vain de l'extraire. Le temps passe.
Une nouvelle famille, hispanique, emménage dans la maison : une femme et ses deux jeunes enfants. Le fantôme les regarde vivre, dîner, jouer du piano, fêter Noël. Il semble s'accommoder de cette présence, mais la sienne gêne et inquiète les enfants qui prennent peur. Aucune cohabitation sereine n'est possible. Un soir, le fantôme s'énerve et jette à terre une photo de cette famille posée sur son piano  et, pris de fureur, se met à précipiter au sol la vaisselle rangée dans le placard de la cuisine. Après cette séance de poltergeist, la famille quitte les lieux. Dans la maison voisine, l'autre fantôme continue d'attendre.
Lors d'une soirée organisée par de nouveaux habitants, un groupe  de jeunes gens émancipés qui se défendent de craindre les fantômes (la maison étant désormais réputée hantée), un homme commence un monologue de philosophie pessimiste, annonçant que si Dieu n'existe pas, alors les chefs-d'œuvre, par exemple l'Hymne à la joie de Beethoven, sont créés en vain : ils resteront dans la mémoire humaine collective, peut-être même bien au-delà de l'effondrement de la civilisation, mais tôt ou tard l'humanité disparaîtra. Selon lui, tout est voué à la destruction, alors à quoi bon réaliser quoi que ce soit ? L'homme décrit ensuite la théorie du Big Crunch, qui énonce que l'univers entier finira par redevenir un simple atome et avant relancer une nouvelle expansion-création. "Ce sont les scientifiques qui le disent;(...) écrire une symphonie ne vaut guère mieux que planter un piquet ou faire l'amour". Le fantôme-musicien, qui l'écoutait avec autant d'attention que le reste de l'assistance, manifeste son émotion à cette perspective : les lumières de la maison se mettent à vaciller.
Le temps passe et fait son oeuvre : la maison, finalement abandonnée, et ravagée, se ruine, devenant horriblement sordide. Le fantôme est sur le point d'arriver à extraire la note manuscrite de sa femme de la fissure murale, mais à l'instant où il allait y parvenir, un bulldozer abat le mur et le fantôme assiste à la destruction de sa maison bien-aimée  ainsi que de la maison voisine. Bientôt les bulldozers se retirent. Ne restent plus que des décombres au sol et les silhouettes des deux fantômes qui se regardent mutuellement ... Le fantôme amnésique constate alors qu' "Ils ne viendront plus" et s'évanouit, le drap qui le recouvre s'affaissant au sol parmi les débris. Le fantôme du musicien demeure sur les ruines, absolument seul désormais.
Le temps passe encore et voici que le site de son ancienne maison s'est mué en un chantier monumental. Le fantôme assiste à la construction d'un gratte-ciel à la place de son ancienne maison. Il erre dans le bâtiment jusqu'à son inauguration : ce sont des bureaux, un univers glacé et inhumain. Il va sur le toit de nuit et se découvre perdu au coeur d'une métropole futuriste. Cet espace est impropre à toute hantise et il n'y retrouvera jamais le billet de sa femme. Il saute dans le vide, rejoignant comme une flèche le sol, la terre.
Le fantôme s'éveille alors dans une plaine vierge, c'est bien le même lieu, mais au temps de la conquête de l'Ouest. Un homme plante des piquets (démonstration concrète de l'importance du geste dénié par le philosophe en chambre : pour assurer l'avenir des siens, il enclôt son lot. La famille du colon arrive en chariot couvert et s'installe. Leur vie s'écoule, tranquille et pieuse. Ils font des projets d'avenir. Le fantôme observe la cadette de la famille étrangement en train de fredonner la chanson qu'il a écrit. Et voici qu'elle rédige une note sur une page de cahier déchirée ... et la cache sous une pierre. Mais des indiens lancent une attaque et tuent la famille de colons. Tout cela n'aura abouti qu'à la destruction. Le fantôme assiste à la décomposition graduelle des corps criblés de flèches dans la prairie. Il va retourner la pierre où la fillette a caché sa feuille manuscrite.
Le temps passe, le voici de nouveau à l'époque qu'il a vécu dans ce lieu, en couple et amoureux. Le fantôme se retrouve face à lui-même, vivant et en compagnie de sa femme. Il assiste en spectateur à la première visite de la maison, à la découverte du piano que la bailleuse, nommée Linda, leur abandonne volontiers : il a toujours été là. Il se revoit composer sa chanson triste sur ce piano. En regardant le couple, il redécouvre de minuscules détails de leur vie, auxquels il n'avait pas prêté suffisamment d'attention. Cette fois, il écoute ce que lui disait sa jeune femme qui se plaignait d'être trop seule et de devoir prendre toutes les décisions du couple. Elle voulait quitter cette maison, mais son mari ne pouvait s'y résoudre et affirmait, en opposition avec sa femme, qu'elle contenait la somme de leurs souvenirs communs. La nuit précédant sa mort, il dit à sa femme qu'il est prêt à déménager. Pétrifié par la certitude de retourner à sa désespérante solitude, le fantôme s'effondre sur le siège du piano dont il frappe les touches, causant le bruit qui avait alarmé le couple au début du film. Plus tard, au moment où elle déménage enfin, le fantôme se revoit  fantôme d'avant, en train de regarder par la fenêtre sa femme partir, un fantôme plus jeune en somme et ignorant de sa présence autant que l'ignorent les vivants, il est une double version de lui-même. Il retourne de nouveau à la fissure où sa femme a caché sa note manuscrite ; et voici qu'il finit par l'atteindre. Au moment où, enfin, il  l'ouvre et la lit, le drap s'effondre au sol : il s'évanouit à son tour, comme le fantôme amnésique l'avait fait, puisqu'il a enfin retrouvé la présence spirituelle de sa bien-aimée. S'ouvre alors, logiquement, un temps autre où la hantise de la maison aura pris fin.

## Fiche technique
- Titre original et français : A Ghost Story (litt. « Une histoire de fantôme »)
- Réalisateur : David Lowery
- Scénario : David Lowery
- Musique : Daniel Hart
- Montage : David Lowery
- Photographie : Andrew Droz Palermo
- Production : Toby Halbrooks, James M. Johnston, Adam Donaghey
- Société de production : Sailor Bear, Zero Trans Fat Productions, Ideaman Studios, Scared Sheetless
- Société de distribution : A24 Films
- Pays de production :  États-Unis
- Langue originale : anglais
- Durée : 87 minutes
- Genre : drame fantastique
- Dates de sortie :
  - États-Unis : 22 janvier 2017 (Festival du film de Sundance) ; 7 juillet 2017 (sortie nationale)
  - France : 20 décembre 2017

## Distribution
- Casey Affleck (VFB : Sébastien Hébrant) : C
- Rooney Mara (VFB : Maia Baran) : M
- Liz Cardenas Franke (VFB : Nathalie Hugo) : Linda
- Will Oldham (VFB : Philippe Allard) : le prédicateur
- Brea Grant (VFB : Ludivine Deworst) : Carla
- Kesha Sebert : la femme fantôme
- Jared Kopf (VFB : Gauthier de Fauconval) : le magicien
- Augustine Frizzell (en) (VFB : Audrey d'Hulstère) : l'écrivaine
- Sonia Acevedo : Maria
- Carlos Bermudez : Carlos
- Yasmina Gutierrez : Yasmina
- Barlow Jacobs : le jeune homme du téléphone
- Kenneisha Thompson : le docteur
- Rob Zabrecky (VFB : Bruno Buidin) : le pionnier

Version française dirigée par Bruno Buidin au studio Dub Fiction, d'après une adaptation des dialogues de Mélanie de Truchis et Margaux Lamy.
Source et légende : Version française (VF) d'après le carton télévisé du doublage français.

## Sortie

### Accueil critique
Le film reçoit dans l'ensemble de bons échos.
- En France, le site Allociné recense une moyenne des critiques presse de 3,5/5, basée sur 37 critiques[11].
- Le site SensCritique recense une moyenne utilisateur de 6,9/10, basée sur plus de 8 000 avis.
- Vodkaster recense une moyenne utilisateur de 3,35/5 pour 65 %.
- Aux États-Unis, le site Metacritic attribue 84/100 en moyenne presse et 6,9/10 en critiques spectateurs.
- Rotten Tomatoes attribue 91 % de « Tomatometer ».
- IMDB attribue lui aussi 6,9/10.

Critiques positives
- Le Journal du Dimanche : « (...) quasiment dépourvu de dialogues, chargé de mélancolie diffuse, ce mélodrame aborde des sujets comme la solitude, l’attente, l’oubli et la mort, foudroie par sa délicatesse extrême et sa lucidité implacable. »[12]
- Les Inrockuptibles : « Ce cinéma naïf et évanescent, fait de brume et de silence, filmé en format 4/3, est un retour à l’innocence et au berceau du fantastique. L’élégie d’un fantôme super triste. »[13]

Critiques négatives
- Le Figaro : « Le film croit sans doute donner dans le sublime. Il verse surtout dans le ridicule. »[14]
- Le Nouvel Observateur : « (...) ce film gadget qui tient sur une idée de court-métrage et deux ellipses saisissantes, gages, selon ses admirateurs, d'une poignante méditation sur le deuil et l'empreinte du temps. Le temps passe, en effet, et il est long. »[15]
- Le Parisien : « En optant pour cette mise en scène éthérée, le réalisateur a voulu susciter une réflexion métaphysique. Le problème, c’est qu’on s’ennuie énormément (on n’ose dire mortellement) et que les allers-retours dans le temps sont plus qu’énigmatiques. »[16]

### Box-office
- France : 52 139 entrées[17]
- États-Unis : 1 596 371 $[18]

## Distinctions
- Festival du cinéma américain de Deauville 2017 : Prix du jury, Prix de la critique internationale et Prix Kiehl's de la Révélation